# 石牌街道
石牌街道是中国广东省广州市天河区下辖的一个街道，始设于1987年3月20日，初為崗頂街道，同年8月3日更為現名。辖区总面积4.3平方公里，下辖22个社区，2020年常住人口17.78万人。
雖然該街道名為石牌，但由於其所在為石牌崗頂，而該街道初名是崗頂街道，广州地鐵3號線把位於此處的車站命名為“崗頂站”，因此石牌街道轄下多被人稱之為“崗頂”，稱石牌多指石牌村附近一帶。

## 行政区划
石牌街道辖23个社区和1个撤村改制公司。
- 社区：东城、南苑、华师大、暨大、南大、华标、冠军、松岗、龙口西、金田、鸿景园、朝阳、逢源、石东、东海、龙口花苑、穗园、金帝、绿荷、南镇、瑞华、芳草园、龙口东
- 公司：石牌三骏企业集团有限公司[2]。

## 商业
- 电脑城：太平洋数码广场、天河电脑城、南方科技广场、百脑汇、展望数码广场
- 石牌西路IT商品一条街、石牌东商业街
- 天河娱乐广场
- 摩登百货岗顶店（广州市7家金鼎百货店之一）

## 交通

### 地铁

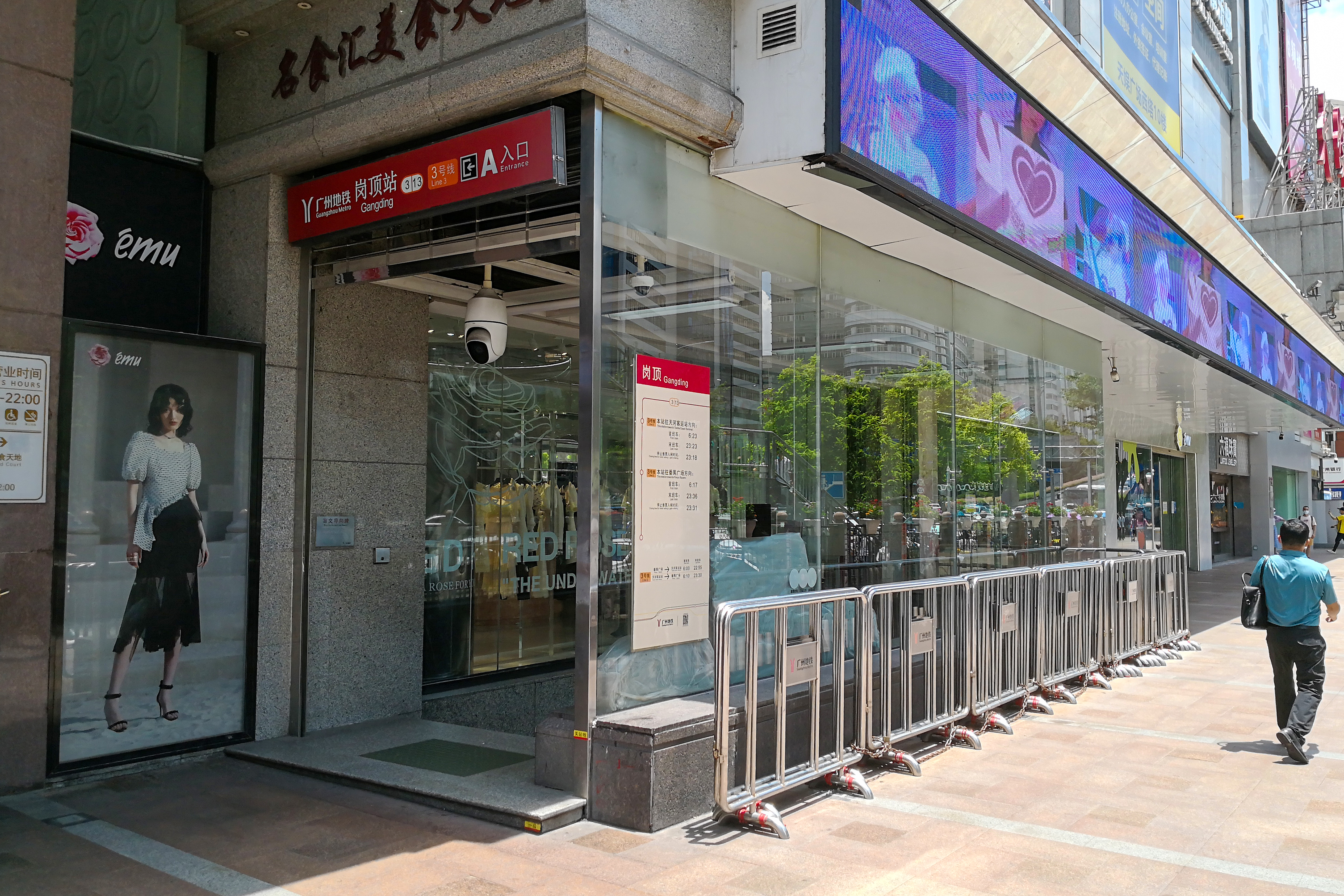
岗顶站A出口

█3号线：岗顶站、华师站

### 主干道路
黄埔大道、中山大道、天河路、天寿路、天润路、天河北路、龙口东路、龙口西路、龙口中路、石牌东路、石牌西路

## 教育

### 高校
- 华南师范大学石牌校區
- 暨南大学石牌校區
- 广东技术师范学院西校区
- 广东行政学院[3]

### 中学
- 华南师范大学附屬中學
- 广州市第一一三中学
- 暨南大学附屬中學

### 小学
石牌小学、龙口西小学

## 医院
- 中山大学附属第三医院天河院区
- 暨南大学附属第一医院（广州华侨医院）石牌院区